# Heterias pusilla
Heterias pusilla is een pissebed uit de familie Janiridae. De wetenschappelijke naam van de soort is voor het eerst geldig gepubliceerd in 1900 door Sayce.